# ناتان ترنت
ناتان ترنت (به انگلیسی: Nathan Trent) (زاده ۴ آوریل ۱۹۹۲) خواننده اتریشی است.
او در مسابقه آواز یوروویژن ۲۰۱۷ نماینده اتریش بود .